# Tijanje
Tijanje (en serbe cyrillique : Тијање) est un village de Serbie situé dans la municipalité de Lučani, district de Moravica. Au recensement de 2011, il comptait 183 habitants.

## Démographie

### Évolution historique de la population
| 1948 | 1953 | 1961 | 1971 | 1981 | 1991 | 2002 | 2011 |
| ---- | ---- | ---- | ---- | ---- | ---- | ---- | ---- |
| 574  | 567  | 515  | 452  | 362  | 309  | 237  | 183  |

|  |